# 南非尖尾無鬚鱈
南非尖尾無鬚鱈（学名：Macruronus capensis）為輻鰭魚綱鱈形目無鬚鱈科的其中一種，分布於東南大西洋南非好望角外海海域，為深海魚類，深度250-658公尺，本魚身體背部黑色至藍色，側邊與腹面銀白色，魚鰭黑色，體長可達100公分，棲息在底中層水域，生活習性不明，可做為食用魚。
其种加词“capensis”意为“南非开普省的/好望角的”。